# Portunion bourdoni
Portunion bourdoni is een pissebed uit de familie Entoniscidae. De wetenschappelijke naam van de soort is voor het eerst geldig gepubliceerd in 1981 door Chaix & Veillet.